# Gneo Pinario Cornelio Clemente
Gneo Cornelio Pinario Clemente (latino: Gneus Cornelius Pinarius Clemens; Spagna, 40 circa – Hispellum, ...) è stato un politico, senatore e generale romano.
Era forse originario della Spagna. Durante il principato di Nerone (54-68), divenne senatore. Prima dell'anno 74, forse nel 72, divenne Console. Dal 72/73 al 74/75, fu Legatus Augusti pro praetore del distretto militare della Germania, conducendo alcune campagne militari nei futuri territori degli agri decumates (in Germania superiore). Per i suoi successi ottenne un'ovazione, una sorta di trionfo minore. Nel 74 cominciò a costruire tutta una serie di forti per congiungere Argentoratae con Tuttlingen, e poi fino ad Augusta Vindelicorum (oggi Augsburg). La sua tomba si trova nel umbra Hispellum.
A lui sembrerebbe inoltre collegata la figura del console, Gneo Pinario Cornelio Severo, suo nipote.